# Solomon Asante
Solomon Asante Wiafe (Kumasi, 1990. szeptember 15. –) ghánai válogatott labdarúgó, aki jelenleg a TP Mazembe játékosa.
2011. augusztus 8-án a Dél-afrikai labdarúgó-válogatott elleni barátságos mérkőzésen pályára lépett a Burkina Fasó-i labdarúgó-válogatottban. 2012-től a ghánai labdarúgó-válogatott tagja.

## Sikerei, díjai

### Klub
- ASFA Yennenga
  - Burkina Fasó-i bajnok: 2010-11

### Egyéni
- Burkina Fasó-i bajnokság gólkirálya: 2009-10, 2010-11

## Külső hivatkozások
- Solomon Asante Transfermarkt
- Solomon Asante adatlapja a National-Football-Teams.com oldalon (angolul)